# Шведова, Ирина Игоревна
Ирина Игоревна Шведова-Демарина (сценическое имя Ирина Шведова, род. 28 апреля 1959, Кишинёв, Молдавская ССР, СССР) — российская певица, известная прежде всего по песням «Белый вальс» («Афганский вальс») и «Америка-разлучница», актриса театра и кино, музыкант, композитор, автор песен, режиссёр эстрадных номеров и программ, музыкальных спектаклей, преподаватель сценического искусства.

## Биография
Родилась в Кишинёве 28 апреля 1959, где прожила первые три года, после чего семья вернулась на родину, в Киев. Отец — Василий Яковлевич Третьяк (1926—1989), драматический тенор, солист Украинского театра оперы и балета им. Тараса Шевченко, народный артист СССР, похоронен на Байковом кладбище в Киеве. Мать — Людмила Станиславовна Томашевская (1935−2011), актриса Киевского украинского драмтеатра им. Ивана Франко, похоронена на Матвеевском кладбище городского округа Подольск в Московской области. Ирина носит фамилию отчима — писателя Игоря Александровича Шведова (1924—2001), заслуженного деятеля искусств и народного артиста Украины, похороненного на Байковом кладбище в Киеве.
С 6 лет занималась музыкой, английским языком и классическими танцами. А в 1968 году стала посещать студию юных дикторов на Украинском радио и с Эстрадно-симфоническим оркестром украинского радио и телевидения исполнила в детской оперетте Владимира Шаповаленко «Королева Зубная Щётка» свою первую серьёзную вокальную партию — главную партию Маши. Партнёрами Ирины по радиоспектаклю были народный артист Украины Николай Яковченко, народная артистка Украины Полина Нятко.
В 1969—1973 годах училась в студии изобразительного искусства (педагог Валентина Алексеевна Коробкова).
В 1974 году окончила музыкальную школу № 5 (класс фортепиано Татьяны Константиновны Прокопюк), где уже начала сочинять песни, из которых три были записаны на радио в 1977 году (исполняла и аккомпанировала сама Ирина).
С 1974 по 1980 год занималась бальными танцами в ансамбле «Ритм» Октябрьского дворца культуры (руководитель — Валерий Николаевич Корзинин), участвовала в международных соревнованиях по классу А.
По окончании школы в 1976 году работала секретарём-машинисткой, концертмейстером, вела детские танцевальные кружки, играла и пела в эстрадном оркестре Ильи Гасса Киевского объединения музыкальных ансамблей.
Окончила факультет этики и эстетики Университета марксизма-ленинизма при Киевском горкоме Компартии Украины в 1976—1978, получила диплом с отличием.
В 1979 году она поступила в Киевский государственный институт театрального искусства имени И. К. Карпенко-Карого, который окончила в 1983 году (курс Михаила Михайловича Карасёва). Диплом защищала на сцене Киевского украинского драмтеатра им. Ивана Франко в спектакле «Дикий Ангел» (роль Тани), который ставил известный театральный режиссёр и педагог, лауреат Государственной премии СССР, Владимир Оглоблин. Партнёрами Ирины по спектаклю были народный артист СССР и  Украины Богдан Ступка, народный артист Украины и России Валерий Ивченко.
После выпуска три года преподавала сценическое движение в родном институте, совмещая с работой актрисой, концертмейстером и балетмейстером в Киевском Молодёжном театре под руководством народного артиста Украины Виктора Шулакова. Совместно с труппой театральной концертной бригады выступала в мае 1986 года перед участниками ликвидации последствий аварии на Чернобыльской атомной станции.
В 1986 году стала дипломантом Украинского конкурса артистов эстрады в городе Хмельницком, после которого ушла из театра в Крымскую филармонию (г. Симферополь) в ансамбль «Крым» народного артиста СССР Юрия Богатикова. Выступала певицей и музыкантом (клавиши), вместе с ансамблем побывала в различных регионах СССР: на Камчатке и Сахалине, в Сибири и Забайкалье, на Урале и в Казахстане, в Таджикистане, Азербайджане и других регионах СССР. Начала сотрудничать с известным продюсером и режиссёром, заслуженным деятелем искусств России, Эдуардом Смольным.
В 1988−1989 годах работала в Киевском мюзик-холле под руководством Николая Баранова, а в 1989−1990 — в Киевском театре эстрады, где сыграла главную роль Карэн в мюзикле «Серенада Солнечной долины» в постановке режиссёра, заслуженного деятеля искусств Украины, Владимира Бегмы, и роль Мыши в музыкальной сказке «День рождения кота Леопольда».
В 1990 году стала лауреатом фестиваля «Песня-90» с песней «Белый вальс», и в 1991 году —Песни-91 с песней «Америка-разлучница» (авторы — композитор Игорь Демарин и поэт Юрий Рогоза). В 1992 году завоевала Гран-При в Санкт-Петербурге на конкурсе «Шлягер года» с песней «Америка-разлучница».
С 1990 года живёт и работает в Москве. Сотрудничает с концертными организациями, музыкальными коллективами, студиями звукозаписи, известными и начинающими авторами песен, сценическими площадками Москвы, Подмосковья и России. В 1994 году состоялся концерт Ирины Шведовой и Игоря Демарина «Два человека» (режиссёр Александр Ревзин) в Государственном Центральном Концертном зале «Россия», который записали и показали по Первому каналу телевидения Останкино. В 1996 году состоялся бенефис Ирины Шведовой на сцене Московского Театра Эстрады (под руководством народного артиста РСФСР Бориса Брунова) «Десять лет спустя» (режиссёр — Заслуженный артист России Александр Левшин).
Свои творческие вечера Ирина постоянно проводит в Центральном Доме работников искусств, в московском Доме учёных, в Центральном государственном музее Великой Отечественной войны, в Центральном доме Российской Армии им. Фрунзе и Московском центральном Доме литераторов, на сцене Московского театра «Кураж» под руководством Михаила Долоко. Выступает с благотворительными концертами для военнослужащих, сотрудников МВД, МЧС, здравоохранения, ветеранов, детей-сирот и инвалидов. На протяжении 15 лет являлась членом Общественного Совета ГУВД Московской области.
С 1991 по 1996 год Шведова четырежды выезжала в США, выступала в Нью-Йорке и Сан-Франциско, Бостоне и Лос-Анджелесе, Майами, Чикаго и Вашингтоне, в том числе в Организации Объединённых Наций.
За выступления в Чечне во время боевых действий в 1996 и 2000 годах Ирина Шведова награждена Почётной Грамотой Президента Бориса Ельцина и Благодарностью Президента Владимира Путина. С 1993 года — Член Всероссийской общественной организации ветеранов «Боевое братство». В 2017 году дважды выезжала с группой артистов в Сирию, где выступала во время боевых действий на авиабазе российских военнослужащих. Имеет множество общественных наград, памятных медалей.
С 2002 по 2012 год в Центре детского театрального творчества «Синяя птица» (Подольск) поставила 6 музыкальных спектаклей в качестве режиссёра («Русалочка», «Дюймовочка», «Последний ветеран», «Кентервильское привидение», «Сказка о мертвой царевне и семи богатырях», «Али-Баба и сорок разбойников»).
Выпустила несколько музыкальных дисков («Ведьма» 1993, «Белый вальс» 1997, «Говорила мама» 2004, «Над городом» 2006, «Парижский шарманщик» 2009, «Уроки пения» 2011, «Синий платочек» 2014, «Белая ворона — 30 лет на эстраде» 2016, «Вселенная Высоцкого» 2019). Видео-сборник «Америка-разлучница» вышел в 1999.
С 2009 по 2015 год Шведова сыграла около 15 ролей в нескольких кинофильмах и сериалах («Отражение» — проект Алексея Пиманова на Первом телеканале, «До суда» и «Дело врачей» — проекты реж. Казбека Меретукова на НТВ, «Правила маскарада» реж. Александра Муратова на телеканале «Россия-1» и др.) и в 2015 году стала членом Союза кинематографистов России, возглавляемого народным артистом России Никитой Михалковым. Она всегда желанный гость на творческих вечерах в Центральном Доме кино и на многих кинофестивалях: «Амурская осень» (г. Благовещенск), «Балтийские дебюты» (г. Светлогорск), «Провинциальная Россия» (г. Ейск), «Липецкий выбор» (г. Липецк), «Край света» (г. Южно-Сахалинск) и др.
В 2014 году на сцене Московского мюзик-холла с успехом прошла премьера спектакля «Синий платочек» по пьесе Ивана Складчикова, специально написанной для Шведовой и историка грамзаписи Михаила Куницына «Я — эпоха» — сцены из жизни и песни Клавдии Шульженко.
В 2015 году совместно с Благотворительным фондом Оксаны Федоровой «Спешите делать добро!» и Акционерным коммерческим банком «Хованский» выпустила книгу и аудиокнигу «Женщины — кавалеры Ордена Славы» в качестве литературного и музыкального редактора.
В 2016 году на сцене Центрального государственного музея Великой Отечественной войны состоялась презентация книги «Женщины — кавалеры Ордена Славы», основанной на воспоминаниях Марии Зиновьевны Богомоловой (1924—2017) и других ветеранов войны, в юности ушедших на передовую со школьной скамьи, в которой Шведова выступила продюсером, автором сценария, режиссёром-постановщиком и ведущей.
В 2018 году при участии образцово-показательного оркестра образцово-показательного оркестра Нацгвардии РФ, детских коллективов и мастеров эстрады на сцене Администрации Президента России состоялся тематический концерт «Письма с фронта», в котором Шведова выступила продюсером, автором сценария, режиссёром-постановщиком и ведущей.
По настоящее время Шведова активно гастролирует с сольными концертами по России и за рубежом. Постоянно сотрудничает с ансамблем солистов «Старгород» (г. Пенза), ансамблем «Творческое содружество музыкантов» под управлением заслуженного артиста России Александра Покидченко (г. Москва), Государственным академическим русским концертным оркестром «Боян» под руководством народного артиста СССР и России Анатолия Полетаева (г. Москва) и другими музыкальными коллективами.
Ведёт преподавательскую и постановочную деятельность и является председателем жюри конкурса «Созвездие детских талантов» (г. Москва). Сотрудничает с вокальной студией SK-STARS Александра Колчака в г. Подольске.
С 2015 по 2019 год работала в Московском драматическом театре под руководством Армена Джигарханяна в качестве актрисы и музыкального постановщика (концертмейстера). С 2017 года является членом Союза театральных деятелей России, возглавляемого народным артистом РФ Александром Калягиным.
В 2020 году принимала участие в шоу «Суперстар! Возвращение» на НТВ, где она стала победительницей вместе с Богданом Титомиром.

## Личная жизнь
- Первый муж Олег, были в браке два года.
  - Дочь Надежда Игоревна Шведова-Демарина (род. 1978), преподаёт английский язык.
    - Внук Никита (род. 2012)[3].
- Второй муж Игорь Борисович Демарин[4] (род. 1959; в браке с 1985 по 1993) — композитор и певец.

## Творчество
- 2010 автор музыки к гимну «Фестиваля беременных» в Москве — песни «Люблю навсегда» на стихи С.Джигурды, А.Шведова
- 2011 автор музыки к песне «Победа наша» на стихи Николая Бандурина, которая впервые прозвучала в авторском исполнении в концерте на Красной Площади в День города Москвы, съёмка телеканала ТВЦ (Москва)
- 2012 сочинила и исполнила песню «Отпусти» для к/ф «Отражение», в главной роли Ольга Погодина (продюсер кинокартины)
- автор многих других песен.

### Роли в театре
- 1982 в Киевском украинском драматическом театре им. И. Франко: исполняла роль Татьяны в спектакле «Дикий Ангел»
- 1983−1986: исполняла роли в спектаклях «Сирано де Бержерак», «За двумя зайцами», «Сватанье на Гончаровке», «Репортаж», «Золотой цыпленок» (Киевский молодёжный театр).
- 1989−1990: Карэн в мюзикле «Серенада Солнечной Долины», Мышь в мюзикле «День рождения кота Леопольда» (Киевский театр эстрады)
- 2003—2005 в антрепризе «Русская школа» Ольги Глубоковой сыграла главную роль Мэртл в спектакле «Королева Голливуда» по пьесе Теннесси Уильямса «Царствие земное».
- С 2015 года в Московском драматическом театре под руководством Армена Джигарханяна занята в спектаклях «Театр. Вечная любовь» и «Святое пламя вечного огня» реж. Ю. Клепикова, «Двенадцать месяцев» (С. Маршака) и «Новогоднее приключение» реж. Л. Крупиной. Премьера сезона 2016 — мюзикл «Белая ворона» (Ю. Рыбчинского и Г. Татарченко) реж. Д. Дмитриева — роль Столетней войны и музыкальный постановщик. Премьера сезона 2017 — «Душа хранит», авторский моноспектакль Ирины Шведовой с поэзией Николая Рубцова (автор песен А. Морозов, реж. Ю. Клепиков). Премьера сезона 2017 — «Во-де-виль» по рассказам А. П. Чехова (реж. Л.Крупина) — автор музыки к спектаклю и роль Мерчуткиной. Премьера сезона 2018 — «Водевиль. Продолжение» по рассказам А. П. Чехова (реж. Л.Крупина) — автор музыки к спектаклю. Премьера сезона 2018 — «Веселое сердце», новогодняя сказка Р. Сорокина в постановке реж. А. Крупника — автор музыки к спектаклю.

### Дискография
- Сольный альбом «Ведьма»:
  - 1993 — виниловая пластинка «Ведьма» (фирма граммзаписи «Апрелевка-саунд»);
  - 1994 — аудиокассета «Ведьма» («Апрелевка-саунд»);
  - 1995 — компакт-диск «Ведьма» («Анима-вокс»).
- 1997 — Сборник «Белый вальс»
- 1999 — Видеосборник «Америка-разлучница»
- 2004 — Альбом «Говорила мама» с духовым оркестром МВД РФ
- 2006 — Альбом «Над городом» с группой «Старое вино в новой бутылке»
- 2009 — Альбом «Парижский шарманщик» с ансамблем «Старгород»
- 2011 — Сборник «Уроки пения» — 25 лет на эстраде
- 2014 — Альбом «Синий платочек» — песни Шульженко
- 2016 — Сборник «Белая ворона» — 30 лет на эстраде — 40 лучших песен
- 2019 — Альбом «Вселенная Высоцкого» — песни Владимира Высоцкого с ансамблем солистов «Старгород»

### Публикации
- Сборник «Плывёт корабль».
  - Повесть «Провинциал».
  - Рассказы:
    - «Моя собака живёт в Париже»[5]
    - «Плывёт корабль»
    - «Сашуна»
    - «Не сотвори себе кумира»
    - и другие.

## Награды и премии
- 1986 — дипломант IV Украинского конкурса артистов эстрады (вокал)
- 1990 — лауреат Всесоюзного телевизионного фестиваля «Песня-90» с песней «Белый вальс»
- 1991 — лауреат Всесоюзного телевизионного фестиваля «Песня-91» с песней «Америка-разлучница»
- Премия Гран-При на телевизионном конкурсе «Шлягер-92» (Санкт-Петербург) с песней «Америка-разлучница»
- 1995 — лауреат Всесоюзного телевизионного фестиваля «Песня-95» с песней «Хочу в круиз»
- 1996 — Почётная грамота Президента Российской Федерации Б. Н. Ельцина за участие в концертах для российских войск во время боевых действий в Чечне.
- 2000 — Благодарность Верховного главнокомандующего Вооружёнными силами Российской Федерации за самоотверженность и отвагу, проявленные при защите Отечества.
- Медаль «В память 850-летия Москвы»
- Звание «Добрый Ангел Мира» и медаль «За служение искусству» — общество «Меценаты XX столетия» (памятная плита в Марьинском парке славы меценатов города Москвы)
- 2009 — Премия Фонда Виктора Розова «ХРУСТАЛЬНАЯ РОЗА» за достижения в области театрального искусства.
- Медаль «В память 25-летия окончания боевых действий в Афганистане»
- Медаль «70 лет Победы в Великой Отечественной войне»
- Другие общественные награды